# Puszcza Romincka Landskabspark
Puszcza Romincka Landskabspark (Park Krajobrazowy Puszczy Rominckiej) er et beskyttet naturområde (landskabspark) i det nordlige Polen, etableret i 1998 og dækker et areal på 146,2 km². Den har fået sit navn fra Puszcza Romincka eller Romincka-skoven. Parken ligger i Voivodskabet Warmińsko-mazurskie i Powiat Gołdap i Gmina Gołdap, Gmina Dubeninki (kommuner). I landskabsparken ligger seks naturreservater.